# Syngamia glebosalis
Syngamia glebosalis là một loài bướm đêm trong họ Crambidae.